# Poeciloneta
Poeciloneta Kulczyński, 1894 è un genere di ragni appartenente alla famiglia Linyphiidae.

## Distribuzione
Le diciotto specie oggi note di questo genere sono state rinvenute nella regione olartica: la specie dall'areale più esteso è la P. variegata reperita in svariate località dell'intera regione.

## Tassonomia
Non è un sinonimo posteriore di Drapetisca Menge, 1866 a seguito di un lavoro degli aracnologi Merrett, Locket e Millidge del 1985, contra un precedente lavoro dello stesso Millidge del 1977.
L'elevazione del sottogenere Acanthoneta Eskov & Marusik, 1992 allo status di genere, a seguito di un lavoro effettuato dagli aracnologi Saaristo & Tanasevitch (1996b) non è considerata valida in quanto non accompagnata da adeguate giustificazioni.
Dal 2010 non sono stati esaminati esemplari di questo genere.
A dicembre 2012, si compone di diciotto specie secondo l'aracnologo Platnick e di quattordici specie secondo l'aracnologo Tanasevitch:
- Poeciloneta aggressa (Chamberlin & Ivie, 1943)[3] — USA
- Poeciloneta ancora Zhai & Zhu, 2008 — Cina
- Poeciloneta bellona (Chamberlin & Ivie, 1943) — USA
- Poeciloneta bihamata (Emerton, 1882) — USA
- Poeciloneta calcaratus (Emerton, 1909) — Alaska, Canada, USA
- Poeciloneta canionis Chamberlin & Ivie, 1943 — USA
- Poeciloneta dokutchaevi Eskov & Marusik, 1994[3] — Russia
- Poeciloneta fructuosa (Keyserling, 1886) — USA
- Poeciloneta furcata (Emerton, 1913)[3] — USA
- Poeciloneta hengshanensis (Chen & Yin, 2000)[3] — Cina
- Poeciloneta lyrica (Zorsch, 1937) — America settentrionale
- Poeciloneta pallida Kulczyński, 1908 — Russia
- Poeciloneta petrophila Tanasevitch, 1989 — Russia, Canada
- Poeciloneta tanasevitchi Marusik, 1991 — Russia
- Poeciloneta theridiformis (Emerton, 1911) — Russia, America settentrionale
- Poeciloneta vakkhanka Tanasevitch, 1989 — Russia
- Poeciloneta variegata (Blackwall, 1841)[4] — Regione olartica
- Poeciloneta xizangensis Zhai & Zhu, 2008 — Cina

### Sinonimi
- Poeciloneta berthae (Levi & Levi, 1955), posta in sinonimia con P. lyrica (Zorsch, 1937) a seguito di un lavoro degli aracnologi Saaristo & Tanasevitch del 2000[1].
- Poeciloneta picturata (L. Koch, 1879), trasferita dal genere Linyphia e posta in sinonimia con P. variegata (Blackwall, 1841) a seguito di uno studio di Holm del 1973[1].
- Poeciloneta yanensis Marusik & Koponen, 2002, posta in sinonimia con P. variegata (Blackwall, 1841) a seguito di uno studio di Tanasevitch (2010e)[1].